# Der dritte Weg (Zeitschrift)
Die Zeitschrift Der dritte Weg. Zeitschrift für modernen Sozialismus war ein 1959–1964 in der Bundesrepublik Deutschland erschienenes Periodikum, das für Alternativen zu dem Sozialismus sowjetischer Prägung und dem westlichen Kapitalismus eintrat. Die Zeitschrift wurde verdeckt vom Bundesamt für Verfassungsschutz finanziert, das mit ihrer Hilfe vor allem unter SED-Mitgliedern in der DDR Zweifel an der offiziellen ideologischen Linie ihrer Staats- und Parteiführung zu nähren und letztere so zu schwächen beabsichtigte.

## Geschichte und Inhalte
Die meisten Autoren dieser Zeitschrift waren ehemalige Kommunisten, die als Anhänger eines „Dritten Weges“ mit ihren Parteien (SED oder KPD) gebrochen hatten: Antistalinisten wie Wolfgang Leonhard, Hermann Weber, Gerhard Zwerenz, Jo Scholmer und andere. Herausgeber war Rudolf Schröder. In der Zeitschrift waren auch IM des MfS bzw. Doppelagenten tätig: So Walter Barthel und Pit Gromnica.
Auf zwölf Seiten umfasste jede Nummer der Zeitschrift eine breite Themenpalette zu gesellschaftlichen Fragen in der DDR, in Osteuropa und der kommunistischen Bewegung. Die Beiträge erfuhren Auflockerung durch Lyrik von Erich Fried, Gerhard Zwerenz oder Jewgeni Jewtuschenko, aber auch durch Zitate von Karl Marx und Friedrich Engels bzw. durch Aufrufe wie  Freiheit für die Genossen Janka, Steinberger und alle anderen inhaftierten Sozialisten in der DDR!
Der Dritte Weg setzte sich polemisch mit der Politik, der gesellschaftlichen Entwicklung, mit den Medien und der Geschichtsschreibung der DDR auseinander. Er analysierte SED-ZK-Tagungen, Ulbricht-Reden oder auch TV-Sendungen Karl-Eduard von Schnitzlers Der schwarze Kanal. Der dritte Weg verbreitete Auffassungen von Dissidenten, die sich in der DDR nicht öffentlich äußern konnten.
Verantwortlicher Redakteur dieser Zeitschrift war der ehemalige FDJ-Funktionär Heinz Lippmann, der sich mit 300.000 DM seines Verbandes in den Westen abgesetzt hatte. Er setzte Walter Barthel als Redaktionsleiter ein. Finanziert und kontrolliert wurde das Organ von Beginn an vom Bundesamt für Verfassungsschutz. Im Impressum war die IG Metall als Finanzquelle angegeben. Dazu Günther Nollau:
„Im Mai 1959 starteten wir unser Blättchen mit dem Artikel Zwischen Stalinismus und Kapitalismus. Die Angriffe auf den Stalinismus fielen uns leicht. Aber um glaubwürdig zu sein, mussten wir auch den Kapitalismus und die Bundesregierung kritisieren. Das war zwar nicht schwer, denn an der damaligen Ostpolitik gab es manches zu beanstanden. Aber die Angriffe mussten so dosiert sein, dass sie […] vor der Dienstaufsichtsbehörde zu vertreten waren.“
Da Barthel zeitgleich als IM für die Staatssicherheit der DDR arbeitete, war jeder Schritt des Dritten Wegs schon vor Drucklegung dem „politischen Gegner“ bekannt.